# Дальневосточная транспортная группа
Дальневосто́чная тра́нспортная гру́ппа — российская транспортно-экспедиторская компания, осуществляет грузоперевозки с использованием железнодорожного, морского и автомобильного транспорта. Сокращённое наименование — ОАО «ДВТГ». Штаб-квартира — в Москве.

## Деятельность
Группа осуществляет весь спектр услуг, связанный с транспортировкой и экспедированием внутренних, транзитных и экспортно-импортных грузов по территории России, стран СНГ и дальнего Зарубежья, по железной дороге, морем, а также в смешанном сообщении. ДВТГ специализируется на перевозке различных видов грузов, среди которых нефтепродукты, лес, уголь, глинозем, металлопродукция, контейнеры и т. д. В состав Группы компаний входит несколько компаний-экспедиторов и компаний — операторов. 

## Руководство
Председатель совета директоров — Паршина Раиса Николаевна

## История
В 2000 году Раиса Паршина в партнерстве с Юрием Голиусовым создали компанию ЗАО «Дальнефтетранс», которая обеспечивала доставку сырья на принадлежащий «Роснефти» нефтеперерабатывающий завод в Комсомольске-на-Амуре. «Дальнефтетранс» взял в аренду у ОАО «РЖД»  800 цистерн, на заемные деньги купил ещё 200. Следующим шагом партнеров была покупка 200 старых железнодорожных платформ и их переоборудование под перевозку леса — этим бизнесом занялась компания ЗАО «Дальлестранс». Оба предприятия стали одними из первых независимых железнодорожных операторов в России.

В 2003 для структуризации бизнеса компании были объединены в Группу «Дальневосточная транспортная группа». Центром Группы становится вновь созданная компания — ОАО «Дальневосточная транспортная группа» (OAO «ДВТГ»)

В 2004—2006 гг. компания активно расширяла филиальную сеть. Открылись представительства компании в г. Астана (Республика Казахстан), г. Тяньцзинь (Китайская Народная Республика), г. Ташкент (Республика Узбекистан), в г. Сеул (Республика Корея) и в г. Лондон (Великобритания), было начато строительство грузового терминала Забайкальск-Маньчжурия на переходе российско-китайской границы

В 2006 году ОАО «Дальневосточная транспортная группа» приобрела у физических лиц 88,93 % акций ОАО «Находкинский морской рыбный порт» по оценке за $ 5-10 млн.

В 2007 году компания продолжила развивать логистическую инфраструктуру и запустила грузовые терминалы в г. Ташкент и г. Тучково, открыла филиал в г. Алматы (Республика Казахстан).
На конец 2008 года парк ОАО «ДВТГ» состоял из более чем 13 тыс. вагонов, объём грузоперевозок в 2008 году — 26,2 млн тонн. Бизнес ОАО «ДВТГ» пострадал от экономического кризиса 2008 г. и вызванного им сокращения контейнерных грузоперевозок. В начале 2009 г. компания допустила дефолт по выплате купонного дохода по облигационному займу на 5 млрд руб., но смогла урегулировать отношения с кредиторами.

В 2009 «Дальневосточная транспортная группа» вошла в 200 крупнейших непубличных компаний России по версии Forbes на 147 месте, а в 2010 году переместилась на 141 место.